# Zambie
Ne doit pas être confondu avec la Gambie.
République de Zambie
(en) Republic of Zambia 
La Zambie, en forme longue la république de Zambie, en anglais : Zambia et Republic of Zambia, est un pays d'Afrique australe, sans accès à la mer. Sa population est estimée à 19 millions d'habitants en 2022. Il s'agit d'une république démocratique, dont la capitale est Lusaka. Son nom provient du nom du fleuve Zambèze.

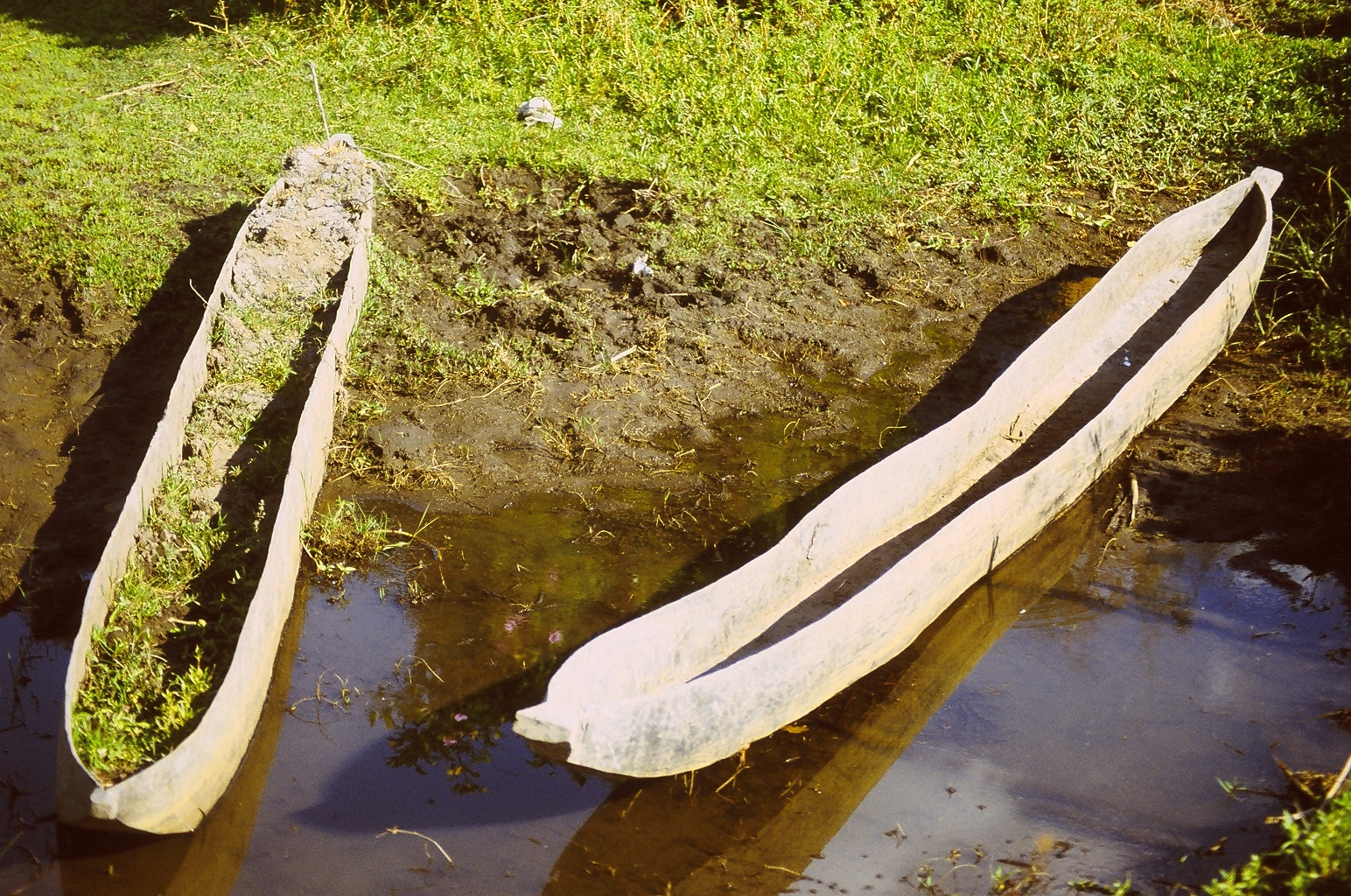
Les pirogues restent un moyen de transport commode en milieu rural et en saison des pluies ; ici, en 2006, dans les marais de Bangweulu en saison sèche.

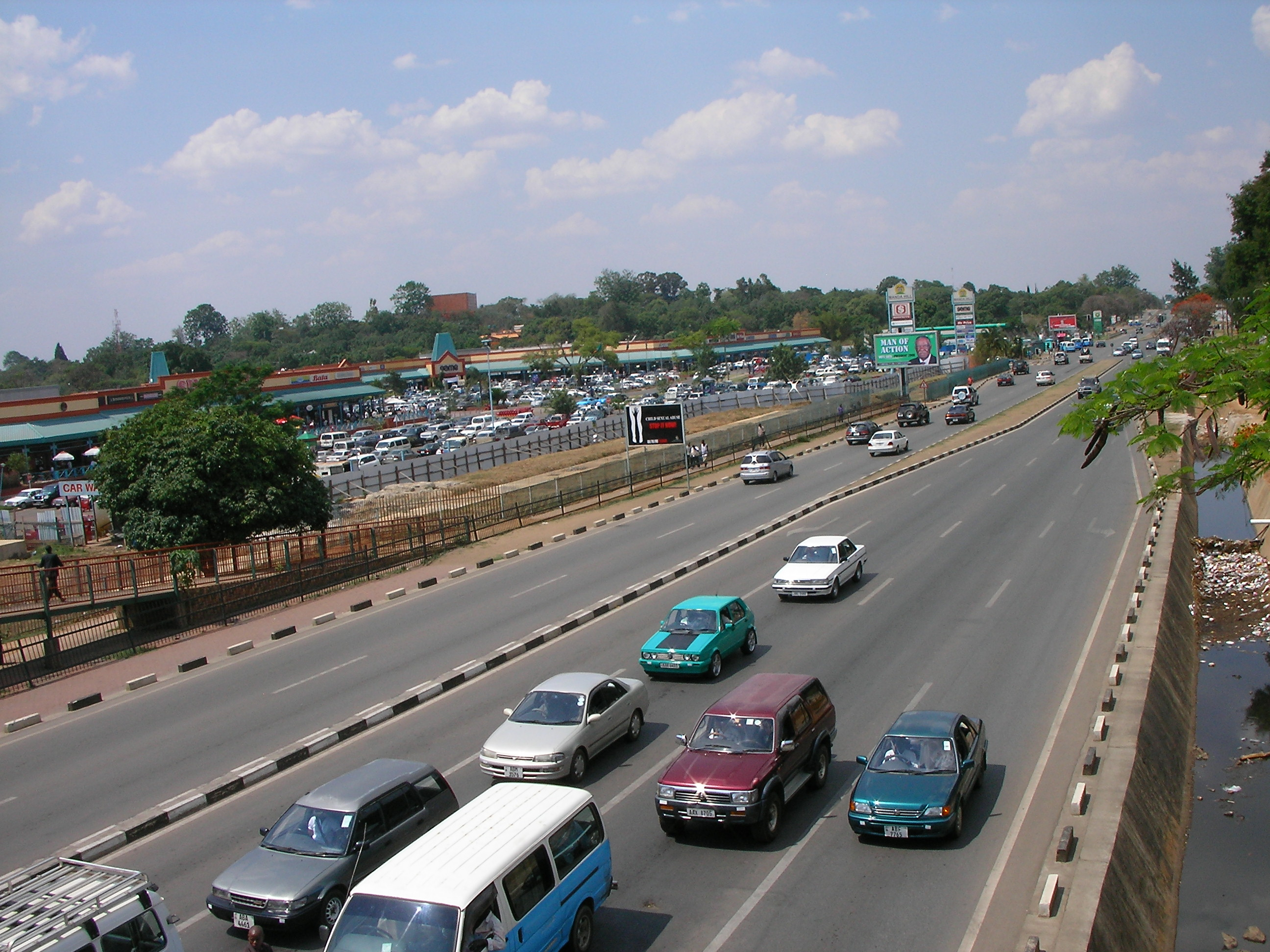
La « Grande Route de l'Est » (ici à Lusaka), qui relie la province orientale avec le reste du pays, le Malawi et le nord du Mozambique.

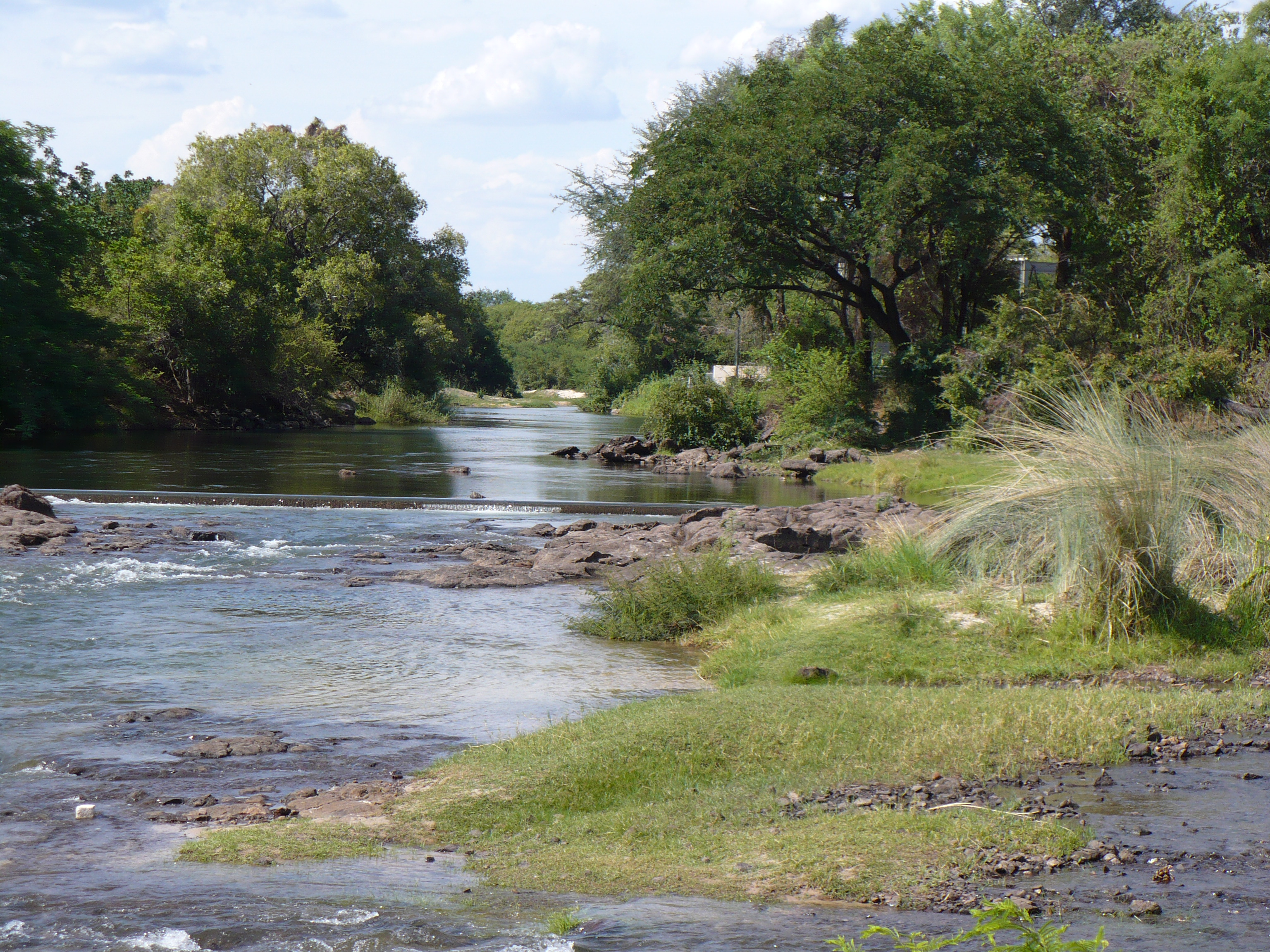
Paysage zambien.

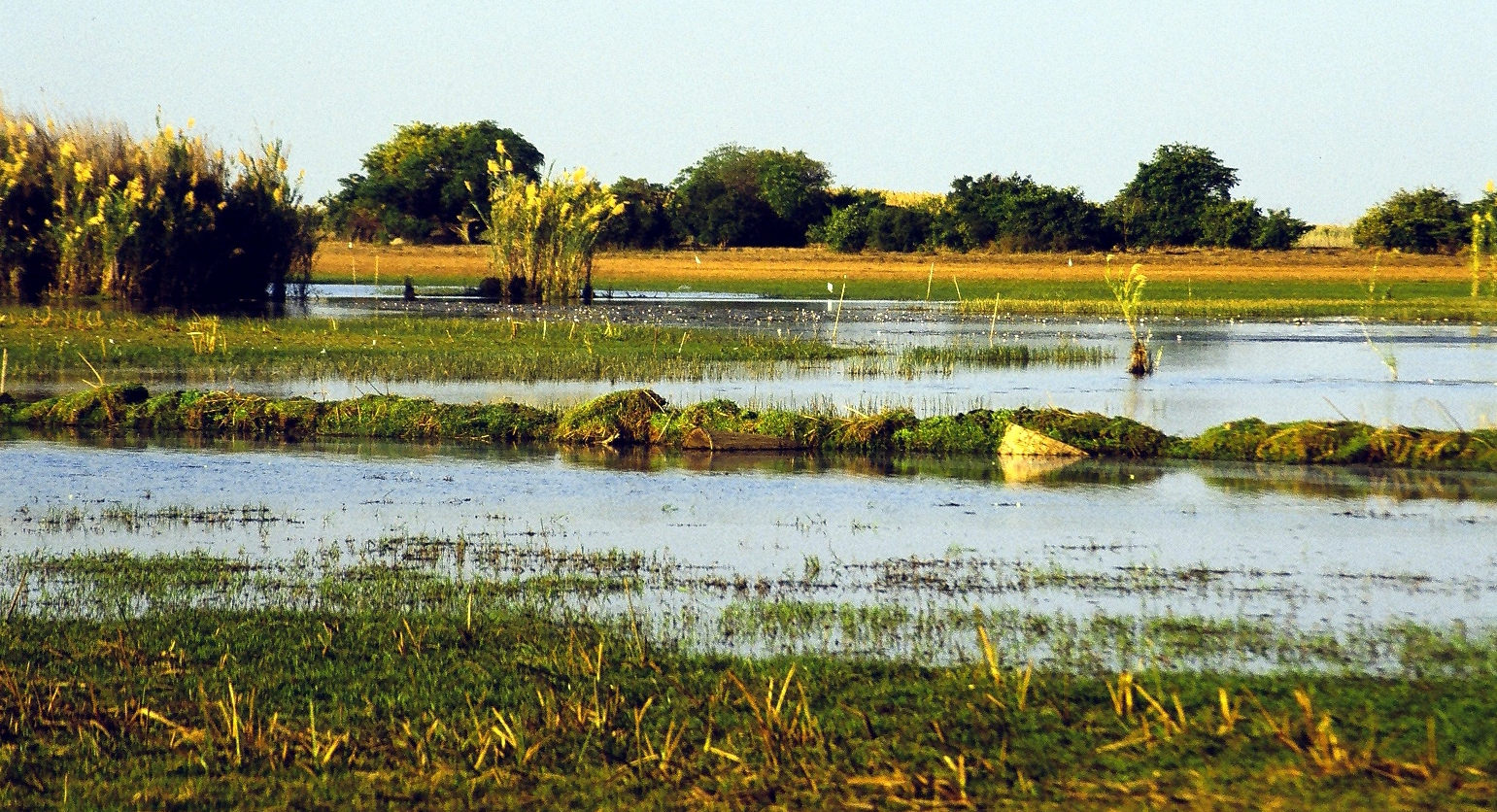
Zones humides au moment de l'étiage (saison sèche).

Initialement peuplé par les San, peuple de chasseurs-cueilleurs, le territoire zambien est occupé par les Bantous au IVe siècle. Pendant la colonisation européenne de l'Afrique, le territoire devient la colonie britannique de la Rhodésie du Nord. Celle-ci obtient son indépendance en 1964 sous le président Kenneth Kaunda qui met en place un régime à parti unique sous l'égide du Parti uni de l'indépendance nationale en 1973. Le multipartisme est instauré au début des années 1990 et Kaunda est battu à l'élection présidentielle de 1991. Depuis lors, la Zambie a connu plusieurs transitions pacifiques du pouvoir.
Majoritairement recouvert par la savane, le pays abrite encore une riche biodiversité, avec une faune et une flore typiques de paysages et milieux variés, tout en étant le théâtre d'une urbanisation et périurbanisation croissante, ainsi que d'une augmentation des surfaces cultivées.
Les frontières coloniales ont pour résultat une grande diversité de groupes culturels, qui sont partiellement reconnus par l'État par le biais de l'officialisation de rois et de chefs locaux. Héritage colonial, l'anglais est la langue officielle et doit aussi favoriser l'unité de la nation. En tant qu'ancienne colonie britannique, elle fait partie du Commonwealth depuis son indépendance.

## Géographie
Entourée par l'Angola à l'ouest, la République démocratique du Congo et la Tanzanie au nord, le Malawi et le Mozambique à l'est, et le Zimbabwe, le Botswana et la Namibie au sud, la Zambie occupe une superficie de 752 614 km2. Le pays, en forme de croissant, est une sorte de frontière entre l’Afrique centrale, australe et l’Afrique de l'Est.
Les paysages naturels sont constitués de collines, de hauts-plateaux et de brousse. Des cours d’eau comme le Zambèze ou la Kafue ont tracé des vallées dans les paysages. Le pays compte également de nombreux lacs (Bangwelu, Moero, Tanganyika, Kariba).
Le climat de la Zambie est tropical, quoique plus tempéré en altitude. Il y a deux saisons principales, la saison des pluies qui commence en novembre et se termine en avril, correspondant à l'été, et la saison sèche de mai à octobre correspondant à l'hiver. Le fleuve principal est le Zambèze, dont le barrage de Kariba fournit le pays en hydroélectricité.
Parmi les ressources naturelles se trouvent le cuivre, le cobalt, le zinc, le plomb, le charbon, les émeraudes, l'or, l'argent et l'uranium. L'économie du pays reste néanmoins essentiellement agricole.

## Histoire

### Temps anciens
La Zambie est riche en vestiges préhistoriques, tel le crâne de l'homo rhodesiensis, qui aurait entre 100 000 et 300 000 ans, découvert en 1921 à Broken Hill, dans une mine de zinc dans la ville de Kabwe, par le Suisse Tom Zwiglaar. En 2023, la plus vieille construction en bois connue, datée de près de 500.000 ans, est découverte dans la vallée de la rivière Kalambo.
Les premiers habitants de la Zambie étaient des San vivant de chasse et de cueillette.
À partir du IVe siècle de nombreux peuples de langue bantoue s’installent et forment des chefferies, sortes de principautés autonomes ; ils se distinguent des premiers habitants par leur maîtrise de l'agriculture, ils possèdent aussi l'art de la confection de poteries et d'armes. La propriété privée n’est pas connue et la terre est toujours cultivée en collectivité. Une activité métallugirque de transformation du minerai de cuivre commence dès le Ve siècle, au nord de l'actuel territoire de la Zambie.

### Période précoloniale
Les populations pratiquent le troc jusqu'au ixe siècle, moment où certaines ethnies adoptent des croisettes de cuivre de différents poids comme monnaie. Durant plusieurs siècles le pays voit le développement d'autres activités, culture du coton et extraction de cuivre notamment. À partir du XVIe siècle, le pays se scinde en de multiples royaumes sous l'influence des Bembas et des Lozis. Liés aux esclavagistes arabes, les Bembas fondent un empire sur une zone allant du Congo actuel au lac Tanganyika. Ils participent à la traite des Noirs, principalement au profit des sultans de Zanzibar. Entre 1838 et 1864, un protectorat temporaire des Makololo est instauré sur les Lozi (apparentés aux Basotho).
Les premiers non-Africains à entrer dans le pays sont les Portugais au XVIIIe siècle, suivis des commerçants arabes. En 1798, l’explorateur portugais Francisco José de Lacerda e Almeida dirige la première expédition scientifique menée par des Européens en Afrique. Le but de l'expédition de Lacerda e Almeida est de relier les deux territoires portugais de la région, le Mozambique à l'est, et l'Angola à l'ouest. Parcourant plus de 1 300 kilomètres depuis Tete, il atteint Kazembe, alors partie du royaume Lunda, où il succombe à des fièvres en octobre 1798. L'expédition, désormais sous le commandement du père Francisco João Pinto, retourne à Tete sans essayer de poursuivre jusqu'en Angola. Le journal d'expédition de l'explorateur est sauvé et rapporté à Tete. Il est traduit en anglais par Richard Francis Burton et publié dans un ouvrage intitulé The Lands of Cazembe: Lacerda´s journey to Cazembe in 1798. Pendant un demi-siècle, ce document constitue l'unique témoignage européen concernant cette région, jusqu'aux voyages de l'explorateur écossais David Livingstone à partir de 1851.

### Période coloniale
La tutelle britannique est imposée au Barotseland, d'abord par l'intermédiaire de la British South Africa Company (BSAC) (dans le cadre de l'Administration de la Rhodésie par la British South Africa Company) puis en 1924 par le système du protectorat. Elle s'étend à l'ensemble du territoire actuel de la Zambie, dont elle fixe les frontières actuelles, sous le nom de Zambézie du Nord puis Rhodésie du Nord.
En 1890, Lewanika, le roi des Lozis, place le haut-Zambèze sous la protection de la BSAC de Cecil Rhodes. En 1891, le territoire, brièvement appelé Zambézie du Nord, est administré par la BSAC, qui élimine la traite des esclaves. Les Bembas s'opposent brièvement à la BSAC. Durant ces deux années, ce territoire devient un enjeu géopolitique entre l'Empire colonial portugais, qui le revendique dans le cadre de l'« affaire de la Carte rose », et l'Empire colonial britannique.
Entre 1898 et 1899, les administrations de la Rhodésie du nord-est (qui deviendra le Malawi) et de la Rhodésie du nord-ouest sont mises en place. En 1911, une constitution est définie et les frontières de la Rhodésie du Nord, sous administration de la BSAC, sont fixées. Dans les années 1920 et 1930, des Américains découvrent d'importants gisements miniers. L'activité minière favorise le développement de la région et l'immigration. En 1923, la Rhodésie du Nord devient un protectorat britannique sous le contrôle du Colonial office britannique alors que la Rhodésie du Sud devient une colonie autonome.
En 1948, le premier parti politique africain de Rhodésie du Nord, alors un état ségrégationniste, est créé. En 1951, le « Congrès national africain » (ANC) de Rhodésie du Nord, dirigé par Harry Nkumbula, est créé. En 1953, les deux Rhodésies et le Nyassaland sont incorporés dans la Fédération de Rhodésie et du Nyassaland, dans le but de développer la région et de limiter les visées indépendantistes noires. Les colons et les compagnies minières soutiennent ce regroupement afin de préparer une indépendance sous domination « blanche », sur le modèle sud-africain.
En 1955, Roy Welensky, un député blanc de Rhodésie du Nord, devient premier ministre de la fédération. En 1958, le Parti national uni pour l'indépendance » (UNIP), est fondé à partir d'une dissidence de l'ANC, hostile à la fédération. En 1962, l'ANC de Nkumbula remporte les élections en Rhodésie du Nord et s'allie à l'UNIP de Kenneth Kaunda. En 1963, la fédération est dissoute, ne pouvant surmonter l'antagonisme racial et nationaliste entre blancs et noirs. Le pays devient indépendant le 24 octobre 1964.

### Zambie indépendante
Les premières élections portent Kenneth Kaunda et son parti l'UNIP au pouvoir, qu'il va garder jusqu'en 1991 de manière autoritaire. En janvier 1964, les élections générales sont largement remportées par l'UNIP (50 députés) reléguant les 10 élus de Nkumbula dans l'opposition avec les 10 députés blancs. Kenneth Kaunda devient Premier ministre à la tête d'un gouvernement autonome. Le 24 octobre 1964, l'indépendance de la Rhodésie du Nord est proclamée et devient la Zambie. Le pouvoir est exercé par le Parti uni de l'indépendance nationale ou UNIP (Parti National Uni pour l'Indépendance) de Kenneth Kaunda qui devient le premier président de la République. En devenant indépendant, la Zambie intègre l'organisation internationale du Commonwealth dès 1964.
En 1971, la constitution est amendée avec l'adoption du principe d'une démocratie participative à parti unique. Kaunda rejette le tribalisme et tente d'unifier plus de 72 tribus sous la devise « Une Zambie, une nation ». Il est perçu comme un chef d’État modéré, défenseur du multiracialisme, et a toujours espéré une société pacifique qui accueillerait aussi bien les Africains blancs que les Noirs.
Au moment de son indépendance, les caisses de l'État zambien sont vides et le système éducatif presque inexistant. Les mines et le chemin de fer sont nationalisés. La nationalisation des mines de cuivre, qui représentaient 90 % des recettes en devises du pays, a coïncidé avec une crise énergétique mondiale et une chute des prix du cuivre qui sont à l'origine d'une spirale de la dette dont le pays ne parviendra jamais à sortir. Des projets d'industrialisation sont menés en coopération avec la Chine, dont l'emblématique « Tanzam », la ligne ferroviaire reliant le pays au port de Dar es Salam en Tanzanie, et le barrage de Kafue Gorge pour ne plus dépendre du charbon rhodésien.
Dans les années 1970, la Zambie est une base arrière des mouvements de libération et de guérilla de Rhodésie du Sud, de Namibie et d'Afrique du Sud. Dans les années 1980, l'économie du pays vacille, et les années 1990 sont marquées par la chute des prix du cuivre et par les sécheresses. En 1991 a lieu la première alternance politique : l'UNIP de Kenneth Kaunda est battu par le Movement for Multiparty Democracy (MMD) (en français : Mouvement pour la démocratie multipartite) de Frederick Chiluba.
En mars 1993, le gouvernement se déclare menacé par un « complot » et instaure l'état d'urgence. Plusieurs figures de l'opposition, incarnée par l'UNIP, sont arrêtées. Les relations diplomatiques sont rompues avec l'Iran et l'Irak, que le gouvernement zambien accuse de procurer une aide à l'UNIP. En janvier 1994, les affaires de corruption et de trafic de drogue impliquant le gouvernement conduisent le président Chiluba à limoger plusieurs de ses ministres. En 1996, le MMD au pouvoir remporte les élections boycottées par l'opposition dans un contexte de faible participation.
Le gouvernement suit les recommandations du Fonds monétaire international (FMI) et privatise de nombreuses entreprises, dont celles du cuivre, principale ressource du pays, et les compagnies aériennes. Au début des années 2000, la poursuite du programme de privatisation provoque des licenciements massifs et une hausse de la pauvreté. En 2002, en raison de la sécheresse, la famine menace trois millions de personnes.
Après avoir tenté de faire amender la Constitution qu'il a lui-même promulguée afin de briguer un troisième mandat, Chiluba, face aux protestations populaires, doit céder la place en janvier 2002 à son vice-président et successeur désigné, Levy Mwanawasa, qui est élu président, au cours d’un scrutin contesté. Le Parlement vote à l'unanimité la levée de l'immunité de l'ancien président Chiluba qui est mis en examen au titre d'une soixantaine d'inculpation concernant principalement des détournements de fonds. Les charges seront levées en 2009.
À la suite de la dégradation de l'état de santé de Mwanawasa, le vice-président Rupiah Banda assure l'intérim. Après la mort du président en août 2008, Banda est élu quatrième président du pays et le reste jusqu'en septembre 2011. Le chef de l'opposition Michael Sata lui succède, et devient le cinquième président de la Zambie. Il meurt, à la suite d'une maladie à Londres le 28 octobre 2014. Edgar Lungu est élu en 2015 pour le remplacer et terminer son mandat présidentiel. Edgar Lungu est à la tête du Front patriotique (PF) qu'il a créé en 2001 après avoir quitté le Mouvement pour la démocratie multipartite (MMD). Il est vainqueur du scrutin présidentiel, d'une courte tête. Il est réélu en 2016, dans un scrutin là encore serré, contre Hakainde Hichilema.

## Politique
La Zambie est une république parlementaire dont le droit est fondé sur le système britannique. Tous les citoyens de plus de 18 ans peuvent voter et le scrutin présidentiel (tous les 5 ans) est uninominal à un tour. Le pouvoir législatif est monocaméral, il est exercé par l'Assemblée nationale composée de 167 sièges renouvelés tous les 5 ans.

### Provinces

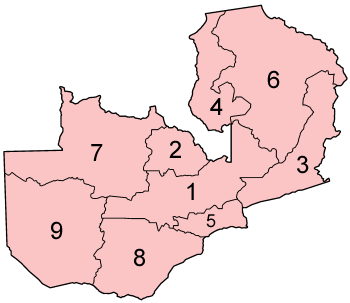
Subdivisions de la Zambie.

Le pays est divisé en 10 provinces, la dernière a été créée en 2010 à partir de cinq districts de la Province septentrionale et un de la Province orientale (les capitales de provinces sont notées entre parenthèses) :
1. Province centrale (Kabwe)
2. Province du Copperbelt (Ndola)
3. Province orientale (Chipata)
4. Province de Luapula (Mansa)
5. Province de Lusaka (Lusaka)
6. Province septentrionale (Kasama)
7. Province nord-occidentale (Solwezi)
8. Province méridionale (Choma)
9. Province de l'Ouest (Mongu)
10. Province de Muchinga (Chinsali)

## Forces armées
La Zambie dispose d'une force de défense constituée de 15 100 actifs et disposant d'un budget de 42,6 millions de dollars, soit 0,9 % du PNB en 2003. Elle est divisée en 3 brigades, 1 régiment blindé, 9 bataillons d'infanterie, 1 régiment d'artillerie et 1 régiment du génie.

## Économie

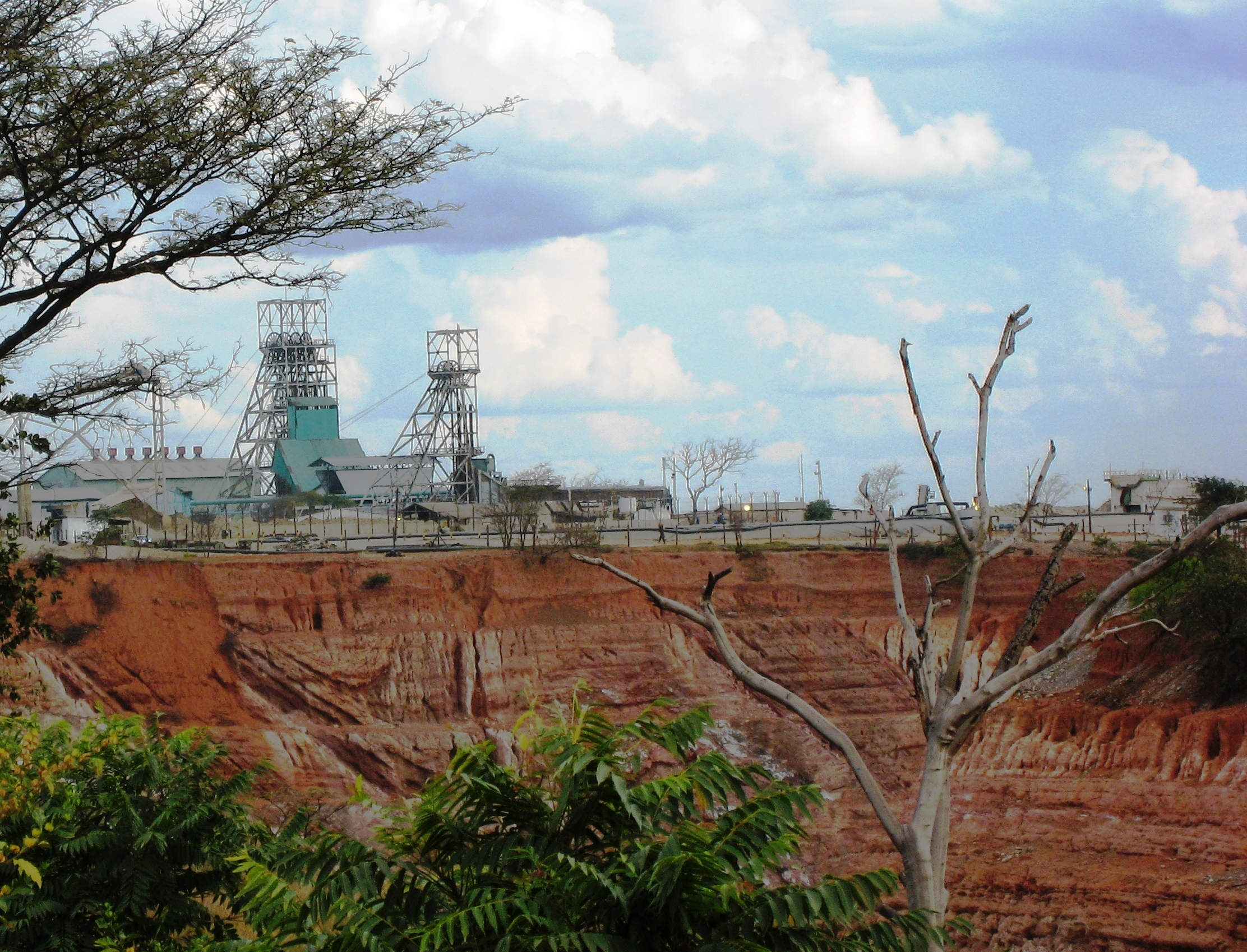
La mine de cuivre à ciel ouvert de Nkana, dans la province du Copperbelt.

Deux routes transafricaines traversent Zambie:
- Transafricaine 4, Le Caire - Le Cap
- Transafricaine 9 (en), Beira - Lobito

L'économie de la Zambie repose sur l'agriculture, l'exploitation des mines de cuivre (le pays est le premier producteur de cuivre d'Afrique) et de cobalt et sur le tourisme. Grâce aux mines géantes de la frontière avec la RDC, qui couvrent très largement ses besoins nationaux en cuivre, le pays est, derrière le Chili, le troisième exportateur mondial de cuivre au milieu des années 2010.
La Zambie produit du maïs. Le gouvernement essaie de développer l’agriculture d’exportation avec les cacahuètes et le tabac. Le pays est au palmarès des huit premiers producteurs de coton d'Afrique de l'est, du sud et du nord au milieu des années 2010. La Zambie est encore un grand exportateur de cuivre et de cobalt, mais les gisements sont de plus en plus inaccessibles et moins riches.
En 2023, la Zambie est classée en 118e position pour l'indice mondial de l'innovation.

### Niveau de vie
60,5 % de la population vit sous le seuil de pauvreté (estimation 2010). La dette extérieure du pays est de 6,5 milliards de dollars. Le 1er janvier 2007, le président zambien Levy Mwanawasa a rejeté des directives du Fonds monétaire international (FMI) visant à instaurer de nouvelles taxes en 2007 dans son pays, l'un des plus pauvres de l'Afrique australe et l'un des 25 pays les plus pauvres de la planète.

## Population

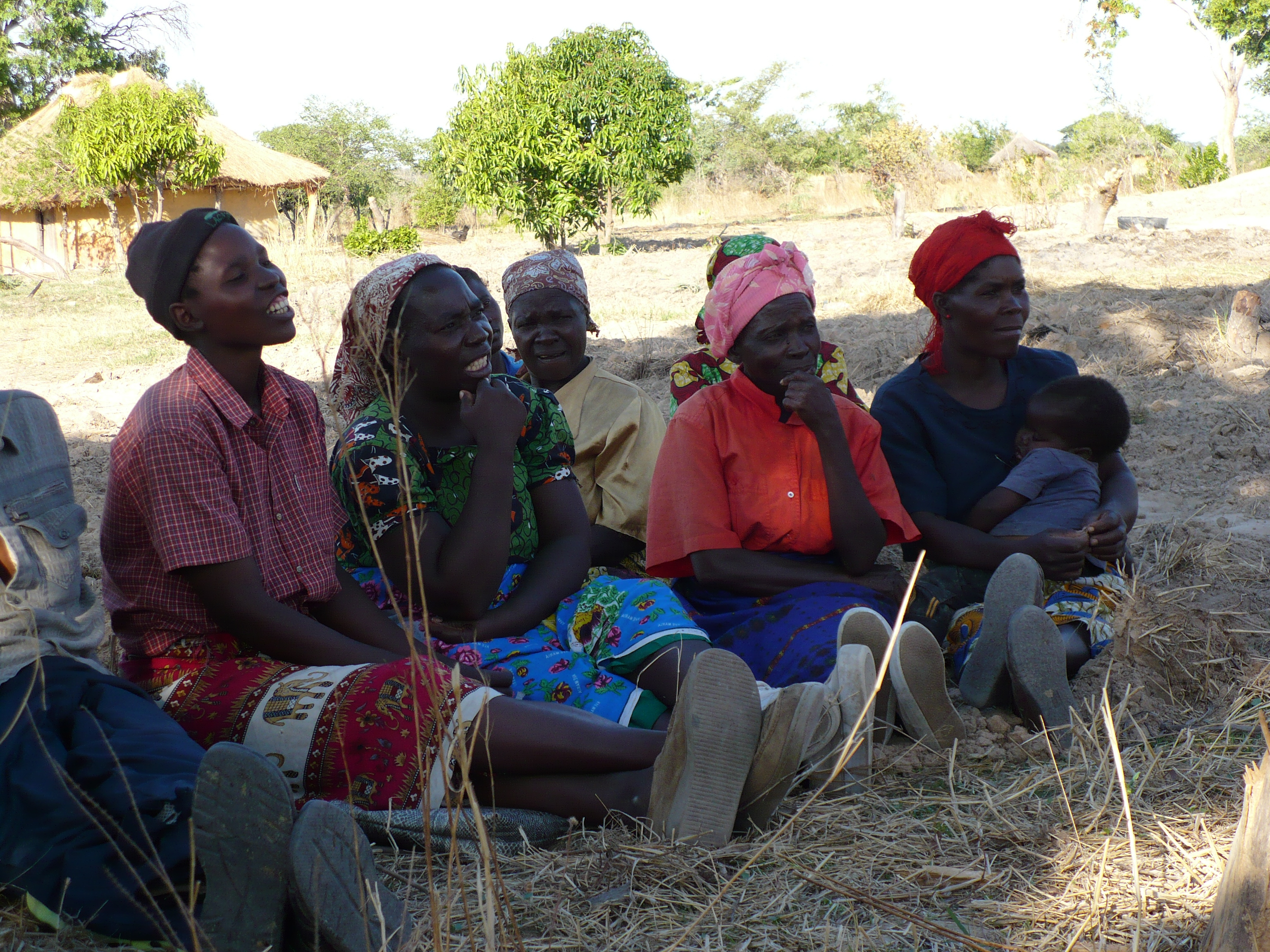
Des femmes dans un village en Zambie.

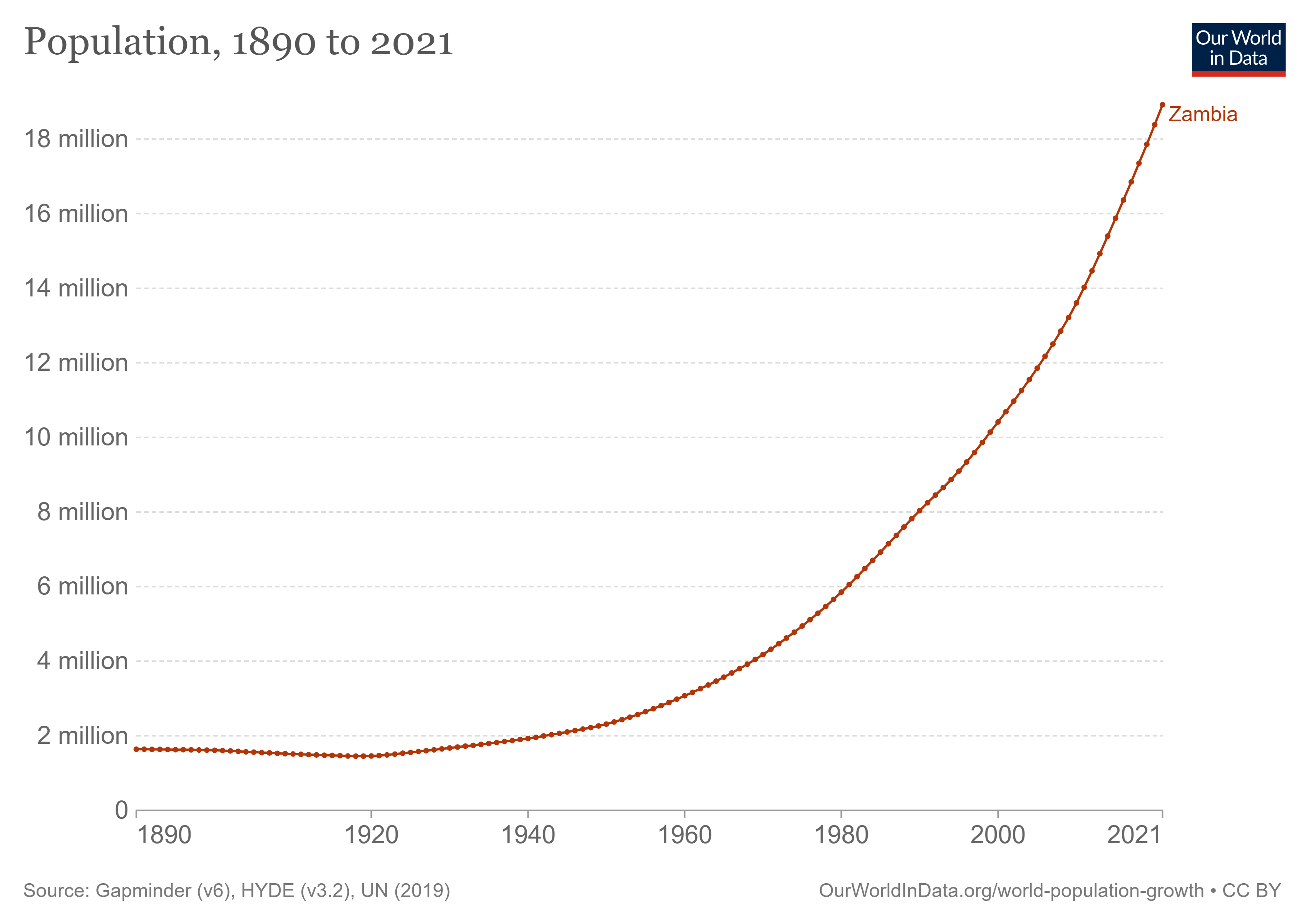
Évolution de la population.

La population de la Zambie est estimée à 19,6 millions d'habitants, et comptait 13 millions d'habitants en 2010 (recensement de 2010), puis 17 millions d'habitants en 2017. La densité de population est faible : environ 17 habitants/km2. La présence d'une importante communauté chinoise (près de 80 000 personnes) et son implication croissante dans les secteurs-clés de l'économie (mines, textiles, agriculture, etc.) est devenue un enjeu politique.
Il y avait environ 15 000 Européens en 2018, constitués surtout de Britanniques, et environ 1 200 Américains (dont des États-Unis et du Canada), et environ 5 000 Indo-Pakistanais, qui travaillent surtout dans le domaine du commerce. Il y a aussi des ressortissants de pays africains voisins dont le nombre est difficile à établir : ils viennent surtout de la république démocratique du Congo, et du Mozambique.
Le taux d'urbanisation s'élève à 43 % de la population totale. Les principales villes sont, d'après le recensement de 2010 :
- Lusaka (1 747 152 habitants) ;
- Kitwe (501 360 habitants) ;
- Ndola (451 246 habitants) ;
- Kabwe (202 360 habitants).

### Langues
La langue officielle de la Zambie est l’anglais. Plus de 70 langues bantoues sont parlées dans le pays parmi lesquelles les plus importantes sont : le bemba, le kaonde, le lozi, le lunda, le luvale, le nsenga, le nyanja, le tonga. Le portugais est parfois parlé dans la région frontalière du Mozambique. Avant 1885, le pays était théoriquement sous influence portugaise, mais les Portugais étaient peu présents sur place, se concentrant sur l'actuelle Mozambique.L'héritage Portugais se retrouve dans les noms de familles de nombreux Zambiens,qui ont des noms aux origines Portugaises. Il y a de nombreux travailleurs du Mozambique en Zambie.

### Religions
Plus de 97 % de la population est chrétienne, 67 % de protestants et 21 % de catholiques.

### Éducation
La Zambie est un pays sans scolarité obligatoire.
Une importante minorité de la population est analphabète. Le taux d'alphabétisation atteint 75 % (en 2005), la majorité des analphabètes est féminine par manque d'accès de l'école aux filles et jeunes femmes. La scolarisation a considérablement progressé depuis l'indépendance. En 1997, 82 % des enfants de 6 à 12 ans étaient scolarisés, mais ce pourcentage tombe à 28 % pour la tranche de 12 à 18 ans et le pourcentage d'étudiants est encore plus bas. La société zambienne réussit à donner une éducation de base à la masse, mais ne parvient pas encore à former une élite.

### Santé
L'espérance de vie était de 61,3 ans en 2015. Le taux de prévalence du SIDA est élevé, avec un taux estimé à près de 12,4 % des adultes entre 15 et 49 ans en 2016. Le taux de mortalité infantile est de 64 morts pour 1 000 naissances en 2015 ; 12 % de la population utilisent des eaux de surface, qui ne sont pas considérées comme de l'eau potable.

## Tourisme

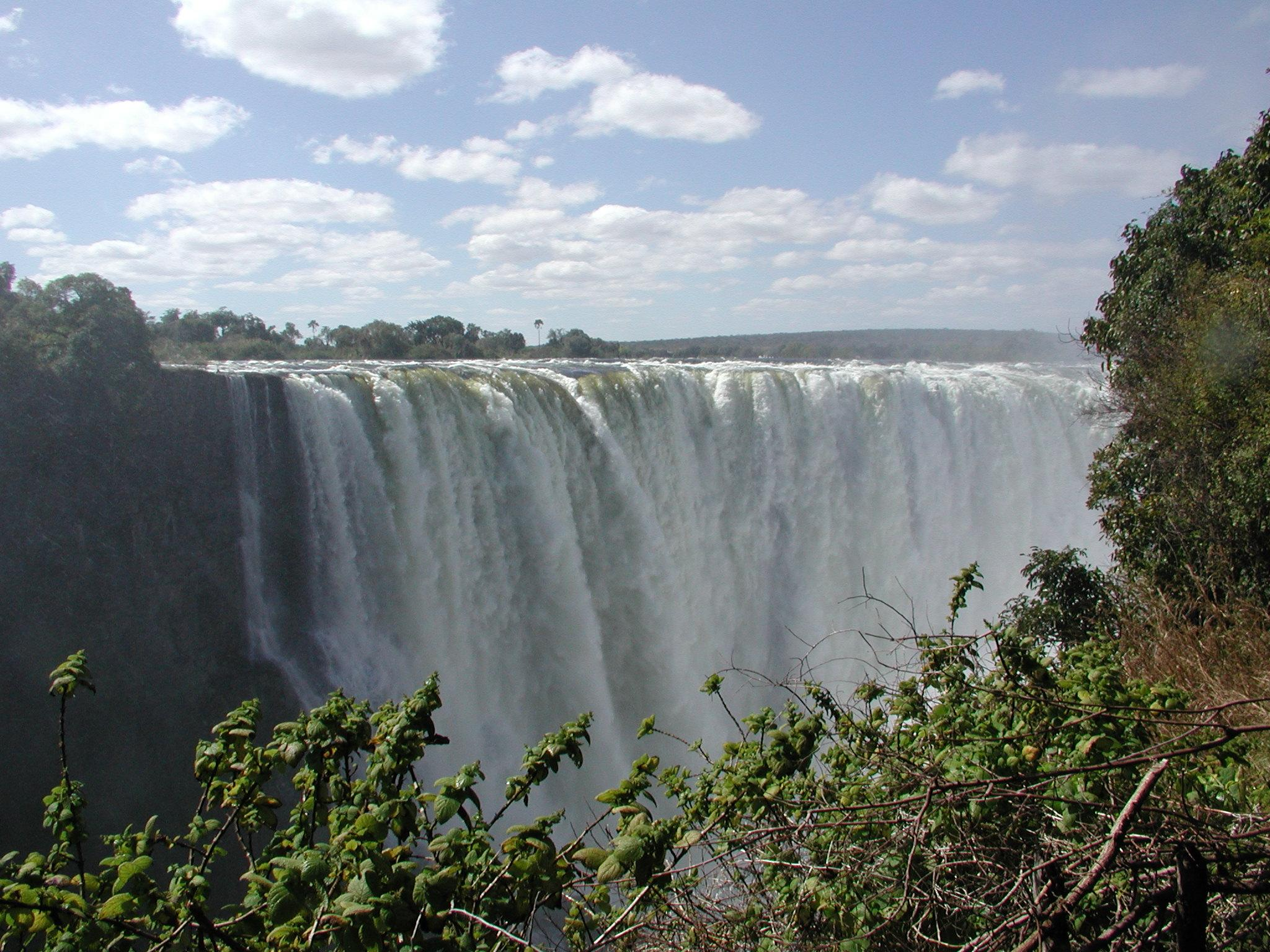
Chutes Victoria.

Le patrimoine naturel est une ressource touristique importante ; la Zambie compte les plus grands parcs nationaux d’Afrique (réserve de la Kafue) aux mains de propriétaires privés et les plus imposantes chutes d’eau d’Afrique, les chutes Victoria.
Le pays s'est ouvert au tourisme dans les années 1990. Il est considéré comme « la Mecque » du safari pédestre. Le territoire compte de nombreux parcs nationaux comme ceux de la Luangwa-Sud, de la plaine de la Liuva, de la Kafue ou d'Isangavo. Les touristes viennent aussi pour admirer les chutes d'eau (Kasanga Falls, chutes Cahvuma, Ngambwe Rapids, Wonder Gorge, chutes Victoria). Le Livingstone Memorial est un des rares monuments historiques du pays.

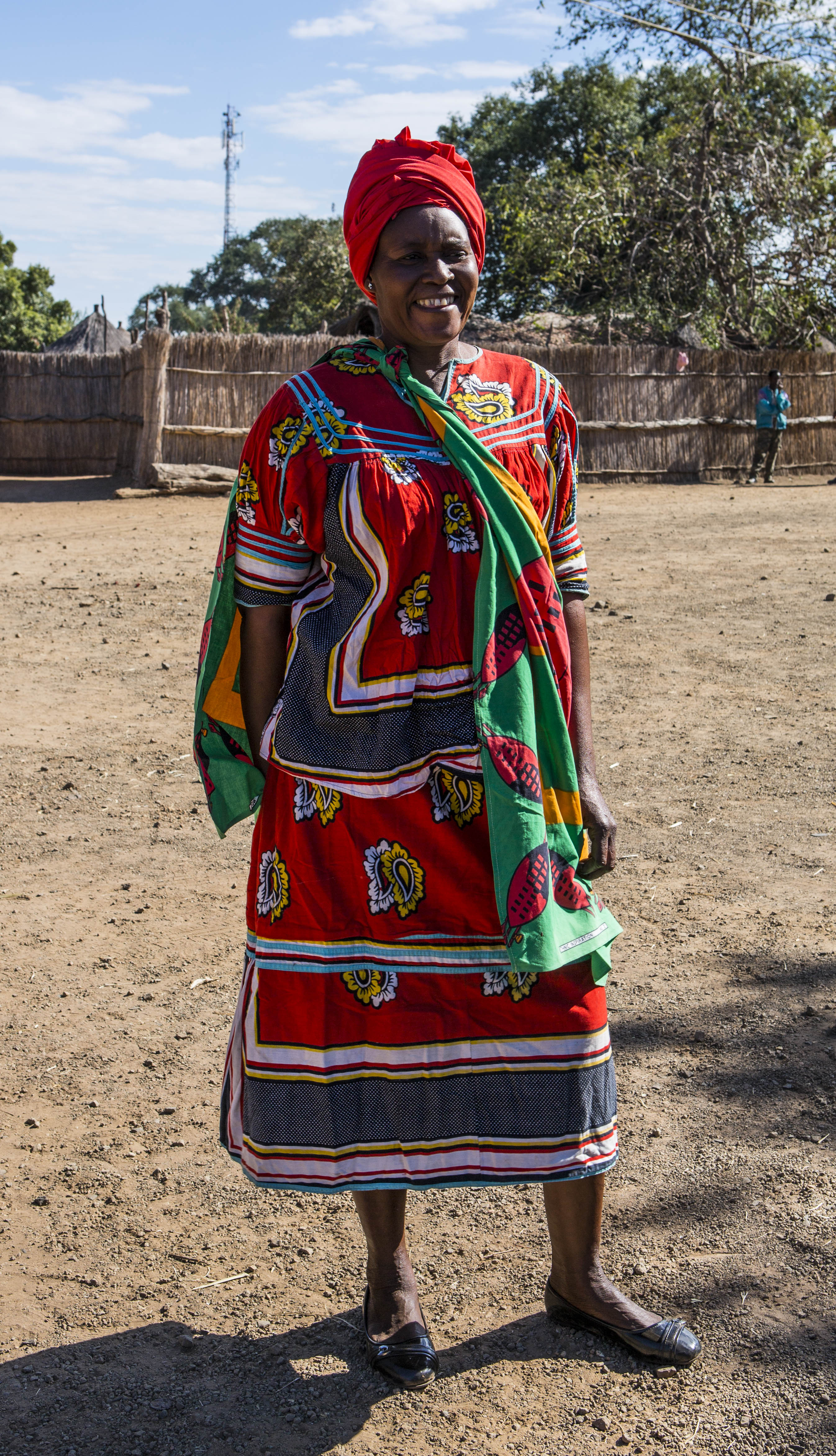
Femme zambienne avec sa tenue traditionnelle.

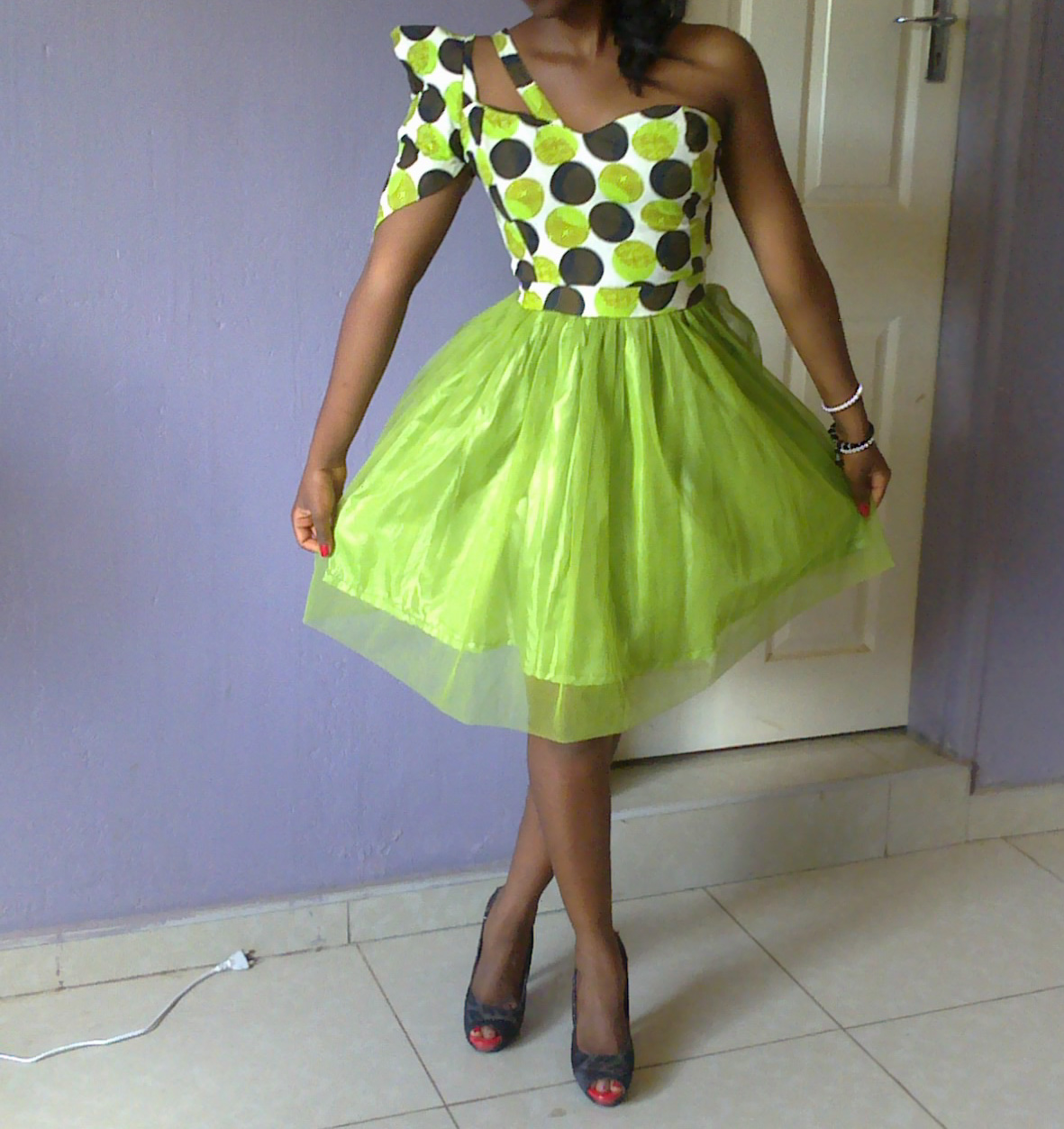
Une tenue au design contemporain.

## Culture

### Fêtes et jours fériés
| Date        | Nom français           | Nom local        | Remarques |
| ----------- | ---------------------- | ---------------- | --------- |
| 1er janvier | Jour de l'An           | New Year Day     |           |
| 12 mars     | Journée de la Jeunesse | Youth Day        |           |
| variable    | Vendredi Saint         | Good Friday      |           |
| variable    | Pâques                 | Easter           |           |
| 1er mai     | Fête du Travail        | Labour Day       |           |
| 25 mai      | Jour de l'Afrique      | Africa Day       |           |
| 3 juillet   | Jour des Héros         | Heroes' Day      |           |
| 5 juillet   | Fête de l'Unité        | Unity Day        |           |
| 6 août      | Jour des Fermiers      | Farmers' Day     |           |
| 24 octobre  | Fête de l'Indépendance | Independence Day |           |
| 25 décembre | Noël                   | Christmas        |           |

### Sports
Le sport national de la Zambie est le football, comme dans la quasi-totalité des pays africains. L'équipe de Zambie de football est 78e d'après le classement FIFA en novembre 2017; et elle occupe la 87e place dans le classement de 2024. Le 27 avril 1993, une grande partie de l'équipe de football (18 joueurs) périt dans un tragique accident d'avion à Libreville, au Gabon.
La Zambie a remporté la Coupe d'Afrique des nations de football en 2012, après deux échecs en finale, en battant la Côte d'Ivoire 8-7 aux tirs de penalty, à Libreville, à seulement quelques kilomètres du l'endroit où avait eu lieu l'accident d'avion 19 ans plus tôt. La Zambie était le pays organisateur de la Coupe d'Afrique des nations de moins de 20 ans en 2017, un tournoi de football, et a remporté la finale contre le Sénégal.
Le rugby à XV, la boxe et le cricket sont également populaires. L'équipe de rugby masculine de Zambie est actuellement classée 80e par la IRB.

### Gastronomie
L'un des plats typiques des Zambiens est le nshima, un plat à base de farine de maïs qui se présente sous la forme de purée blanche, proche de la polenta.

### Filmographie
- Zambie : à qui profite le cuivre ?, film documentaire d'Audrey Gallet et d'Alice Odiot, l'Harmattan vidéo, ADAV, 2012, 53 min (DVD)